# Pontus Dahbo
Pontus Bror Harry Dahbo (Gotemburgo, 11 de octubre de 2005) es un centrocampista sueco de fútbol que actualmente juega para el BK Häcken.

## Carrera
Proviene de Sävedalen y jugó fútbol infantil en Sävedalens IF desde los 6 hasta los 15 años. Dahbo luego se unió a la academia del BK Häcken. Hizo su debut internacional juvenil en octubre de 2021.
Tras la victoria del BK Häcken en la Allsvenskan 2022, se decidió ascender a Dahbo al primer equipo ya en noviembre de 2022. Hizo su debut en la Svenska Cupen 2022-23 en febrero de 2023, luego su debut en la Allsvenskan el 3 de abril de 2023 contra el Elfsborg, y su debut europeo durante la clasificación para la UEFA Champions League 2023-24 y la fase de grupos de la UEFA Europa League 2023-24. Su primer gol en Allsvenskan llegó en el derbi de Gotemburgo contra el IFK Göteborg, donde Dahbo ayudó al Häcken a salir victorioso. Logró otro hito en el penúltimo partido de la temporada, donde anotó dos goles contra el Malmö FF, frustrando la oportunidad de MFF de ganar la Allsvenskan y también dando al Häcken una oportunidad de superar a MFF y terminar como subcampeón.

## Vida personal
Es hijo de Patrik Dahbo. Su padre dirigió al Jonsereds IF, que se enfrentó al Häcken en la Svenska Cupen 2023-24. Pontus Dahbo anotó dos goles para eliminar al Jonsered.

## Información del club
| Partidos jugados Equipos de Club de Ponto Dahbo. | Partidos jugados Equipos de Club de Ponto Dahbo. | Partidos jugados Equipos de Club de Ponto Dahbo. | Partidos jugados Equipos de Club de Ponto Dahbo. | Partidos jugados Equipos de Club de Ponto Dahbo. | Partidos jugados Equipos de Club de Ponto Dahbo. | Partidos jugados Equipos de Club de Ponto Dahbo. | Partidos jugados Equipos de Club de Ponto Dahbo. | Partidos jugados Equipos de Club de Ponto Dahbo. | Partidos jugados Equipos de Club de Ponto Dahbo. | Partidos jugados Equipos de Club de Ponto Dahbo. | Partidos jugados Equipos de Club de Ponto Dahbo. |
| --- | ------------------------------------------------ | ------------------------------------------------ | ------------------------------------------------ | ------------------------------------------------ | ------------------------------------------------ | ------------------------------------------------ | ------------------------------------------------ | ------------------------------------------------ | ------------------------------------------------ | ------------------------------------------------ | ------------------------------------------------ |
| Año | Competencia y equipos                            | MAT                                              | MAL                                              | STR                                              | ASS                                              |                                                  |                                                  |                                                  | STA                                              | INB                                              | UTB                                              |
| 2024 | Allsvenskan 2024                                 | 15                                               | 0                                                | 0                                                | 1                                                | 1 (0)                                            | 0                                                | 0                                                | 3                                                | 12                                               | 1                                                |
| 2024 | BK Häcken                                        | 15                                               | 0                                                | 0                                                | 1                                                | 1 (0)                                            | 0                                                | 0                                                | 3                                                | 12                                               | 1                                                |
| 2024 | P19 Allsvenskan 2024                             | 1                                                | 0                                                | 0                                                | -                                                | 0 (0)                                            | 0                                                | 0                                                | 1                                                | 0                                                | 0                                                |
| 2024 | BK Häcken                                        | 1                                                | 0                                                | 0                                                | -                                                | 0 (0)                                            | 0                                                | 0                                                | 1                                                | 0                                                | 0                                                |
| 2023 | Allsvenskan 2023                                 | 20                                               | 4                                                | 0                                                | 2                                                | 3 (3)                                            | 0                                                | 0                                                | 4                                                | 16                                               | 3                                                |
| 2023 | BK Häcken                                        | 20                                               | 4                                                | 0                                                | 2                                                | 3 (3)                                            | 0                                                | 0                                                | 4                                                | 16                                               | 3                                                |
| 2023 | Ligacupen P19 A3                                 | 2                                                | 0                                                | -                                                | -                                                | 0                                                | 0                                                | 0                                                | -                                                | -                                                | -                                                |
| 2023 | BK Häcken (P19)                                  | 2                                                | 0                                                | -                                                | -                                                | 0                                                | 0                                                | 0                                                | -                                                | -                                                | -                                                |
| 2023 | P19 Allsvenskan 2023                             | 4                                                | 0                                                | 0                                                | -                                                | 0 (0)                                            | 0                                                | 0                                                | 3                                                | 0                                                | 0                                                |
| 2023 | BK Häcken                                        | 4                                                | 0                                                | 0                                                | -                                                | 0 (0)                                            | 0                                                | 0                                                | 3                                                | 0                                                | 0                                                |
| 2023 | Svenska Cupen 2023/24, Grupp 3                   | 2                                                | 0                                                | 0                                                | -                                                | 0                                                | 0                                                | 0                                                | 1                                                | 1                                                | 0                                                |
| 2023 | BK Häcken                                        | 2                                                | 0                                                | 0                                                | -                                                | 0                                                | 0                                                | 0                                                | 1                                                | 1                                                | 0                                                |
| 2023 | Svenska Cupen 2023/24 omg. 1-2                   | 1                                                | 2                                                | 0                                                | -                                                | 0                                                | 0                                                | 0                                                | 1                                                | 0                                                | 0                                                |
| 2023 | BK Häcken                                        | 1                                                | 2                                                | 0                                                | -                                                | 0                                                | 0                                                | 0                                                | 1                                                | 0                                                | 0                                                |
| 2022 | P19 Ligacupen Slutspel                           | 2                                                | 0                                                | -                                                | -                                                | 0 (0)                                            | 0                                                | 0                                                | -                                                | -                                                | -                                                |
| 2022 | BK Häcken (P19)                                  | 2                                                | 0                                                | -                                                | -                                                | 0 (0)                                            | 0                                                | 0                                                | -                                                | -                                                | -                                                |
| 2022 | P17 Allsvenskan Södra 2022                       | 2                                                | 0                                                | 0                                                | -                                                | 1 (1)                                            | 0                                                | 0                                                | 0                                                | 0                                                | 0                                                |
| 2022 | BK Häcken                                        | 2                                                | 0                                                | 0                                                | -                                                | 1 (1)                                            | 0                                                | 0                                                | 0                                                | 0                                                | 0                                                |
| 2022 | P19 Allsvenskan 2022                             | 23                                               | 5                                                | 0                                                | -                                                | 4 (3)                                            | 0                                                | 0                                                | 23                                               | 0                                                | 0                                                |
| 2022 | BK Häcken                                        | 23                                               | 5                                                | 0                                                | -                                                | 4 (3)                                            | 0                                                | 0                                                | 23                                               | 0                                                | 0                                                |
| 2022 | Svenska Cupen 2022/23, Grupp 1                   | 2                                                | 0                                                | 0                                                | -                                                | 0                                                | 0                                                | 0                                                | 0                                                | 2                                                | 0                                                |
| 2022 | BK Häcken                                        | 2                                                | 0                                                | 0                                                | -                                                | 0                                                | 0                                                | 0                                                | 0                                                | 2                                                | 0                                                |
| 2021 | P16 Nationell Grupp 3                            | 1                                                | 0                                                | -                                                | -                                                | 0                                                | 0                                                | 0                                                | -                                                | -                                                | -                                                |
| 2021 | BK Häcken                                        | 1                                                | 0                                                | -                                                | -                                                | 0                                                | 0                                                | 0                                                | -                                                | -                                                | -                                                |
| 2021 | P17 Allsvenskan Södra 2021                       | 25                                               | 14                                               | 1                                                | -                                                | 2                                                | 0                                                | 0                                                | 25                                               | 0                                                | 0                                                |
| 2021 | BK Häcken                                        | 25                                               | 14                                               | 1                                                | -                                                | 2                                                | 0                                                | 0                                                | 25                                               | 0                                                | 0                                                |
| 2021 | P19 Allsvenskan Södra 2021                       | 7                                                | 0                                                | 0                                                | -                                                | 1                                                | 0                                                | 0                                                | 2                                                | 0                                                | 0                                                |
| 2021 | BK Häcken                                        | 7                                                | 0                                                | 0                                                | -                                                | 1                                                | 0                                                | 0                                                | 2                                                | 0                                                | 0                                                |
| NÚMERO MAT de coincidencias OBJETIVOS Objetivos cumplidos STR de los cuales sanciones Pases de gol DEL ASS Advertencias Expulsiones Expulsiones ligeras STA del cual desde el inicio INB de los cuales intercambiados UTB reemplazado varias veces. |                                                  |                                                  |                                                  |                                                  |                                                  |                                                  |                                                  |                                                  |                                                  |                                                  |                                                  |

## Información del equipo nacional
| Selección nacional | Partidos | Meta | Beneficios | Indeciso | Pérdidas |
| ------------------ | -------- | ---- | ---------- | -------- | -------- |
| U19                | 12       | 2    | 0          | 5        | 7        |
| U17                | 3        | 0    | 2          | 1        | 0        |

## Partidos jugados
| Partidos jugados con la Selección Nacional de Pontus Dahbo. | Partidos jugados con la Selección Nacional de Pontus Dahbo. | Partidos jugados con la Selección Nacional de Pontus Dahbo. | Partidos jugados con la Selección Nacional de Pontus Dahbo. | Partidos jugados con la Selección Nacional de Pontus Dahbo. | Partidos jugados con la Selección Nacional de Pontus Dahbo. |
| Selección nacional                                          | Resultado                                                   | Resultado                                                   | Selección nacional                                          | Resultado                                                   | Resultado                                                   |
| ----------------------------------------------------------- | ----------------------------------------------------------- | ----------------------------------------------------------- | ----------------------------------------------------------- | ----------------------------------------------------------- | ----------------------------------------------------------- |
| 21 de noviembre de 2023 P19 EM Kval 1                       | 21 de noviembre de 2023 P19 EM Kval 1                       | 21 de noviembre de 2023 P19 EM Kval 1                       | 18 de noviembre de 2023 \| P19 EM-Kval 1                    | 18 de noviembre de 2023 \| P19 EM-Kval 1                    | 18 de noviembre de 2023 \| P19 EM-Kval 1                    |
| Suecia Italia                                               | 2 2                                                         | 75                                                          | Suecia Liechtenstein                                        | 0 0                                                         | 1                                                           |
| 15 de noviembre de 2023 P19 EM Kval 1                       | 15 de noviembre de 2023 P19 EM Kval 1                       | 15 de noviembre de 2023 P19 EM Kval 1                       | 14 de octubre de 2023 \| P18 Landskamp                      | 14 de octubre de 2023 \| P18 Landskamp                      | 14 de octubre de 2023 \| P18 Landskamp                      |
| Suiza Suecia                                                | 2 1                                                         |                                                             | Eslovaquia Suecia                                           | 4 1                                                         | 80 1                                                        |
| 10 de septiembre de 2023 P19 EM Kval 1                      | 10 de septiembre de 2023 P19 EM Kval 1                      | 10 de septiembre de 2023 P19 EM Kval 1                      | 7 de septiembre de 2023 \| P18 nations                      | 7 de septiembre de 2023 \| P18 nations                      | 7 de septiembre de 2023 \| P18 nations                      |
| Polonia Suecia                                              | 2 0                                                         |                                                             | Suecia Noruega                                              | 1 2                                                         | Ej inbytt                                                   |
| 10 de septiembre de 2023 \| P18 4-nations september         | 10 de septiembre de 2023 \| P18 4-nations september         | 10 de septiembre de 2023 \| P18 4-nations september         | 15 de junio de 2023 \| P18 Landskamp                        | 15 de junio de 2023 \| P18 Landskamp                        | 15 de junio de 2023 \| P18 Landskamp                        |
| Gales Suecia                                                | 2 2                                                         | 89                                                          | Gales Suecia                                                | 0 1                                                         |                                                             |
| 18 de junio de 2023 \| P18 Landskamp                        | 18 de junio de 2023 \| P18 Landskamp                        | 18 de junio de 2023 \| P18 Landskamp                        | 25 de marzo de 2023 \| P18 4-nations mars                   | 25 de marzo de 2023 \| P18 4-nations mars                   | 25 de marzo de 2023 \| P18 4-nations mars                   |
| Suecia Dinamarca                                            | 0 3                                                         | 58                                                          | Suecia Dinamarca                                            | 1 0                                                         | 78                                                          |
| 28 de marzo de 2023 \| P18 4-nations mars                   | 28 de marzo de 2023 \| P18 4-nations mars                   | 28 de marzo de 2023 \| P18 4-nations mars                   | 27 de septiembre de 2022 \| P17 4-nationsturering           | 27 de septiembre de 2022 \| P17 4-nationsturering           | 27 de septiembre de 2022 \| P17 4-nationsturering           |
| Suecia República Checa                                      | 1 2                                                         | 1                                                           | Suecia Noruega                                              | 1 1                                                         |                                                             |
| 24 de septiembre de 2022 \| P17 4-nationsturnering          | 24 de septiembre de 2022 \| P17 4-nationsturnering          | 24 de septiembre de 2022 \| P17 4-nationsturnering          | 11 de noviembre de 2023 \| P17 EM-KVAL 1 2001               | 11 de noviembre de 2023 \| P17 EM-KVAL 1 2001               | 11 de noviembre de 2023 \| P17 EM-KVAL 1 2001               |
| Suecia Austria                                              | 2 2                                                         | 62                                                          | Suecia Letonia                                              | 2 2                                                         | 68                                                          |
| 31 de octubre de 2021 \| P16 Future 3 nations               | 31 de octubre de 2021 \| P16 Future 3 nations               | 31 de octubre de 2021 \| P16 Future 3 nations               | 27 de noviembre de 2021 \| P16 Future 3-nations             | 27 de noviembre de 2021 \| P16 Future 3-nations             | 27 de noviembre de 2021 \| P16 Future 3-nations             |
| Suecia Dinamarca                                            | 4 2                                                         | 40                                                          | Suecia Belgica                                              | 2 1                                                         |                                                             |